# PhagesDB

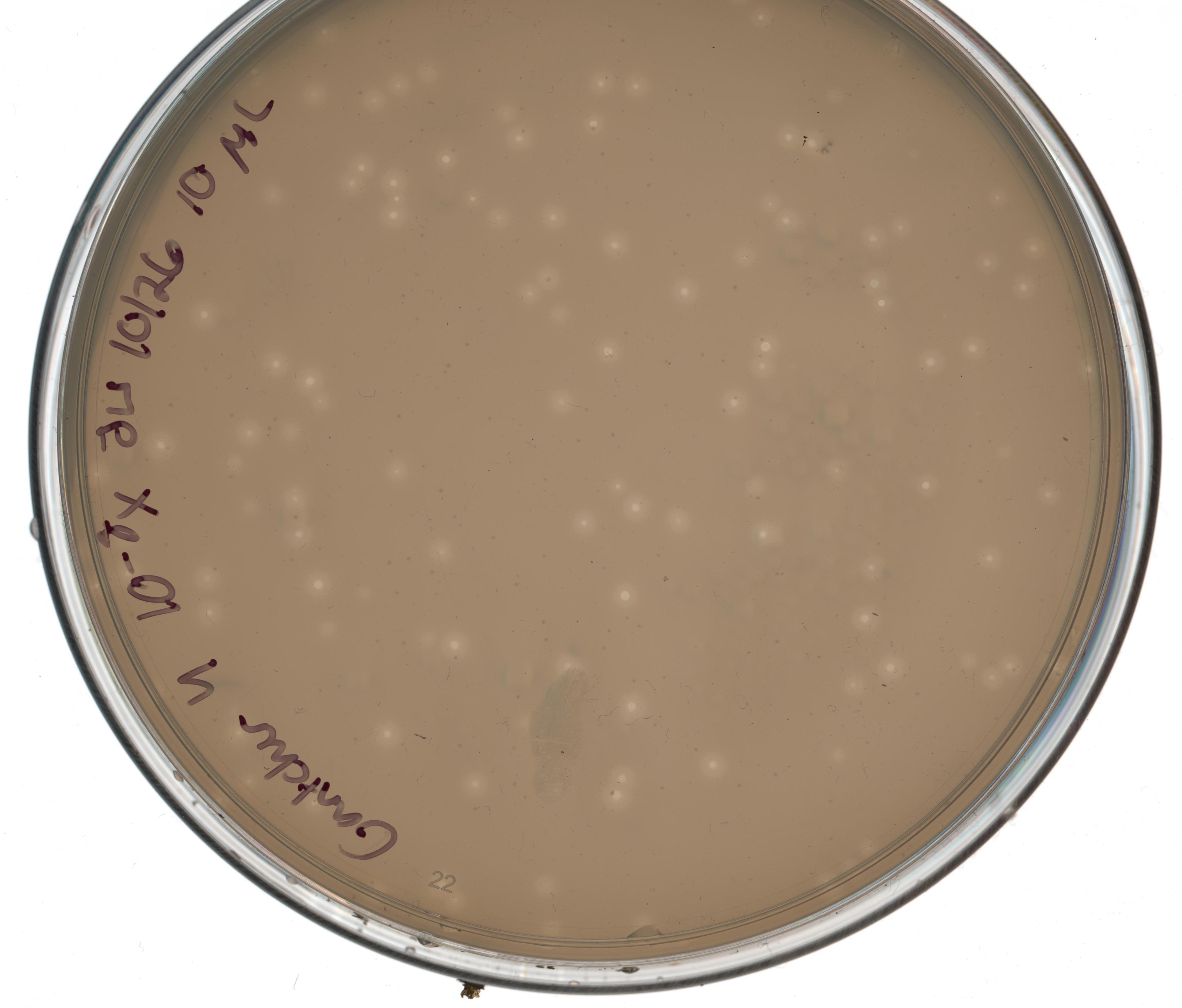
Petrischale mit bakteriellem Rasen, die klaren „Löcher“ wurden durch den Artharobacter-Phagen GantcherGoblin (Morphotyp Siphoviren) erzeugt

Die Actinobacteriophage Database, kurz auch als PhagesDB bezeichnet, ist eine Website und Datenbank, die Informationen über die Entdeckung, Charakterisierung und Genomik von Viren sammelt und zur Verfügung stellt, die bevorzugt Aktinobakterien-wirte. Sie dient damit dem Vergleich dieser Bakterienviren (Bakteriophagen) und ihrer Genom-Eigenschaften. Die Datenbank enthält derzeit (Stand 1. November 2023) Informationen über mehr fast 24.000 Bakteriophagen, darunter über 2.400 mit  (teil-)sequenziertem Genom.
Die PhagesDB-Daten können von frei eingesehen werden.
Die Website bietet dabei verschiedene Möglichkeiten, die grundlegenden Daten abzurufen.
Der Actinobacteriophagen-Forschung steht mit PhagesDB eine Datenbank zur Verfügung, in die sie ihre Ergebnisse zur Analyse und weiteren Forschung einstellen kann.
Zudem steht eine Programmierschnittstelle (Application Programming Interface, API) zur Verfügung.
PhagesDB enthält auch Daten zu Phagenspezies und -gruppen, die vom International Committee on Taxonomy of Viruses (ICTV) noch nicht offiziell bestätigt wurden, und zudem Daten zu Phagen, für die bislang noch keine
Veröffentlichung vorliegt.

## Beschreibung und Geschichte
Die Actinobacteriophage Database (PhagesDB) wurde im April 2010 gestartet. Sie ist am Pittsburgh Bacteriophage Institute an der University of Pittsburgh beheimatet. Zu ihr gehört auch die Organisation SEA-PHAGES (Science Education Alliance-Phage Hunters Advancing Genomics and Evolutionary Science).
Die Erstellung der PhagesDB-Website erfolgte mit dem Python-Framework Django.
PhagesDB hat individuelle Seiten für jeden Phagen (d. h. Stamm) in der Datenbank.
Außerdem gibt es die Möglichkeit, Phagen-Genome zu vergleichen.
PhagesDB kann für diesen Zweck zwar allein verwendet werden, ist aber genauer, wenn sie in zusammen mit anderen Bioinformatik-Websites wie NCBI BLAST verwendet wird.
Darüber hinaus gibt es viele verschiedene Möglichkeiten, Gruppen von Phagen (z. B. Taxa oder  Cluster) zu betrachten und zu analysieren.
PhagesDB verfügt per Integration mit Phamerator auch über Details über kodierte Aminosäuren-Sequenzen zu seinen Phagengenomen (Proteome).